# アラン・ウィン・ジョーンズ
アラン・ウィン・ジョーンズ（Alun Wyn Jones、1985年9月19日 - ）は、トップ14RCトゥーロンに所属するラグビー選手。

## プロフィール
- ウェールズ・スウォンジー出身。
- ポジションはロック(LO)、フランカー(FL)。
- 身長 198cm、体重 118kg
- U18・U21ウェールズ代表に選ばれたことがある[1]。
- ウェールズ代表通算キャップ数は158。
- 2007年W杯・2011年W杯・2015年W杯・2019年W杯のウェールズ代表に選ばれて、2019年W杯の時は主将を務めた[2]。
- ブリティッシュ・アンド・アイリッシュ・ライオンズに選ばれたことがある[3]。
- その風貌から「古代ガリアの戦士」と呼ばれることもある[4]。
- "AWJ"と略されることがある。

## 略歴
スウォンジーを経て、2005年、オスプリーズに加入。
2010年、オスプリーズの主将に就任して、7年間務めた。
2021年、ブリティッシュ・アンド・アイリッシュ・ライオンズの主将に就任も、出発前の6月26日に行われた日本戦の最中に肩を脱臼し負傷交代。そのまま遠征に帯同せずチームから離脱することとなり、後任の主将はコナー・マレーが選ばれた。が、その後驚異的な回復を見せたことで再招集され、遠征に参加することが発表された。
2023年、ウェールズ代表からの引退を発表、さらに同年5月28日バーバリアンズの一員として出場したラグビードリームマッチ2023が最後の国際舞台となった。
同年7月、短期契約でRCトゥーロンに加入。